# Maksimilijan Matjaž

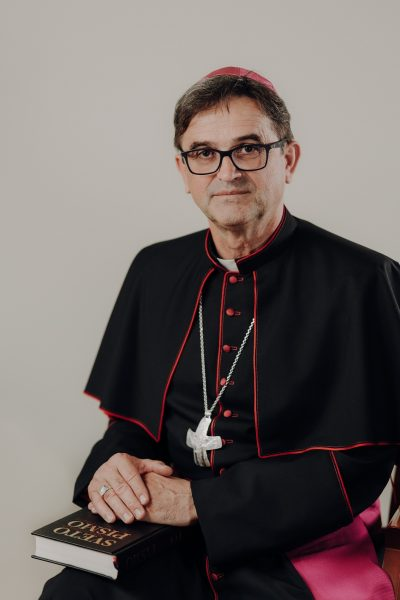
Maksimilijan Matjaž (2021)

Maksimilijan Matjaž (* 23. August 1963 in Črna na Koroškem, SR Slowenien, Jugoslawien) ist ein slowenischer Geistlicher, Neutestamentler und römisch-katholischer Bischof von Celje.

## Leben
Maksimilijan Matjaž besuchte die Grundschule in Mežica und danach die Wirtschaftsschule in Slovenj Gradec. Von 1983 bis 1988 studierte er Philosophie und Katholische Theologie an der Theologischen Fakultät in Ljubljana. Matjaž empfing am 29. Juni 1989 das Sakrament der Priesterweihe für das Bistum Maribor.
Von 1989 bis 1991 war Maksimilijan Matjaž als Pfarrvikar in Zreče tätig, bevor er für weiterführende Studien nach Rom entsandt wurde. 1995 erwarb er am Päpstlichen Bibelinstitut ein Lizenziat im Fach Bibelwissenschaft und 1998 wurde er an der Päpstlichen Universität Gregoriana bei Klemens Stock SJ mit der Arbeit Furcht und Gotteserfahrung: Die Bedeutung des Furchtmotivs für die Christologie des Markus zum Doktor der Theologie promoviert. Nach der Rückkehr in seine Heimat wirkte Matjaž als Wissenschaftlicher Assistent an der Theologischen Fakultät der Universität Ljubljana. Von 2000 bis 2001 studierte er Biblische Archäologie am Studium Biblicum Franciscanum in Jerusalem. Anschließend war Matjaž Assistenzprofessor und seit 2011 außerordentlicher Professor für Bibelwissenschaft und Hebraistik an der Theologischen Fakultät der Universität Ljubljana.
Neben seiner akademischen Tätigkeit wirkte Maksimilijan Matjaž als Seelsorger in Dravograd (1998–2010), Zreče (2010–2012), Slovenj Gradec (2012–2013) und Šentilj (2013–2020). Ferner war er seit 2006 Mitglied des Priesterrates und seit 2011 Mitglied des Konsultorenkollegiums des Erzbistums Maribor.
Am 5. März 2021 ernannte ihn Papst Franziskus zum Bischof von Celje. Der Apostolische Nuntius in Slowenien, Erzbischof Jean-Marie Speich, spendete ihm am 30. Mai desselben Jahres in der Kathedrale der Heiligen Hermagoras und Fortunatus in Gornji Grad die Bischofsweihe; Mitkonsekratoren waren der Erzbischof von Izmir, Martin Kmetec OFMConv, und der emeritierte Bischof von Celje, Stanislav Lipovšek.
Maksimilijan Matjaž ist Mitglied der internationalen Gesellschaft Studiorum Novi Testamenti Societas.

## Schriften (Auswahl)
- Die Sturmstillung als markinische Wundererzählung. In: Bogoslovni vestnik. Band 56, Nr. 2, 1996, S. 169–189.
- Furcht und Gotteserfahrung: Die Bedeutung des Furchtmotivs für die Christologie des Markus (= Forschung zur Bibel. Band 91). Echter Verlag, Würzburg 1999, ISBN 3-429-02119-7.
- Wegmetaphorik im Markusevangelium. In: Bogoslovni vestnik. Band 62, Nr. 2, 2002, S. 175–186.
- Die Bedeutung des ARXH-Begriffs für die Einheit der Schrift. Kontinuität zwischen Altem und Neuem Bund. In: Matthias Augustin, Hermann Michael Niemann (Hrsg.): Thinking towards new horizons: collected Communications to the XIXth Congress of the International Organization for the Study of the Old Testament. Ljubljana 2007 (= Beiträge zur Erforschung des Alten Testaments und des antiken Judentums. Band 55). Peter-Lang-Verlag, Frankfurt am Main 2008, ISBN 978-3-653-01063-3, S. 189–201.
- The significance of the logos in the relational aspect of John’s theology. In: Lorenzo de Santos, Santi Grasso (Hrsg.): „Perche stessero con Lui“: scritti in onore di Klemens Stock SJ, nel suo 75 compleanno (= Analecta Biblica. Band 180). Gregorian & Biblical Press, Rom 2010, S. 289–305 (englisch).
- Gospel in confrontation with culture: Paul’s speech in Athens. In: Bogoslovni vestnik. Band 72, Nr. 4, 2012, S. 567–576 (englisch).
- Beseda kot teologija. In: Bogoslovni vestnik. Band 73, Nr. 1, 2013, S. 7–15 (slowenisch).
- Pavlova „beseda o križu“ v 1 Kor 1–2 kot izziv krščanske hermenevtike in etike. In: Bogoslovni vestnik. Band 75, Nr. 1, 2015, S. 65–78 (slowenisch).
- Občestvo kljub različnosti: Pavlovo razumevanje koinonie v Pismu Galačanom (Gal 2,9). In: Edinost in dialog. Band 74, Nr. 1, 2019, S. 175–193 (slowenisch).
- Uporaba Stare zaveze v retorični argumentaciji Prvega pisma Korinčanom in njen pomen za razumevanje odrešenjske modrost. In: Bogoslovni vestnik. Band 79, Nr. 4, 2019, S. 923–935 (slowenisch).
- Prevajalska načela Slavičevega prevajanja Svetega pisma. In: Edinost in dialog. Band 75, 2020, S. 69–95 (slowenisch).
- Pavlovo razumevanje postave in del postave v Pismu Galačanom. The New Perspective on Paul in nov pogled na Pavlov odnos do judovstva. In: Edinost in dialog. Band 75, Nr. 4, 2020, S. 51–71 (slowenisch).